# Віллі Торн
Ві́льям Джо́зеф То́рн, відоміший як Ві́ллі То́рн (англ. William Joseph Thorne, 4 березня 1954, Лестер, Англія — 17 червня 2020, Торрев'єха, Іспанія) — англійський колишній професійний снукерист, зараз спортивний коментатор.

## Біографія та кар'єра
Будучи юніором, Торн став чемпіоном у категорії до 16 зі снукеру та англійської більярду в 1970 році. Ранній успіх привів тільки до одного титулу рейтингового турніру зі снукеру (Mercantile Credit Classic 1985). У 1985 році також він дійшов до фіналу Чемпіонату Великої Британії, де зустрівся зі Стівом Девісом, який домінував в ті роки . Торн лідирував, 13:8, проте не втримав переваги і поступився 14:16. У фінальному фреймі у виграшній позиції, яка дозволила б зрівняти рахунок і звести матч до контрової партії, Торн припустився помилки, не забивши пряму синю кулю. Пізніше він скаже на прес-конференції: «Я був так упевнений в успіху, що ледь дивився на цей синій …» 
Торн досягав чвертьфіналу на чемпіонатах світу 1982 і 1986.
Вищий рейтинг Торна — № 7 — був у сезоні 1986/87.
Відомий один примітний інцидент: Торн уклав парі на GB £ 38,000 на програш Джона Перрота, оскільки той втратив свій кий і повинен був грати києм, наданими на місці. До незадоволення Торна, який до всього іншого коментував цей матч, Перрот впорався з початковими незручностями і виграв, борги Торна зросли (він ще програвав великі суми на скачках і в карти). Віллі впав у депресію. Згодом, щоб розрахуватися з боргами, він був змушений продати власний снукерний клуб в Лестері. І все ж зі своїми фінансовими проблемами він успішно впорався.
Лиса голова Торна дуже впізнавана, тому він отримав прізвисько «Гомер Сімпсон в снукері». Він став популярним коментатором снукеру на каналах ВВС і Sky Sport. Зовнішність Торна часто обігравалася в різних скетчах, зокрема, у відомому кліпі «Snooker Loopy», жартівливій пісеньці про снукер.
Ще одне прізвисько Віллі Торна — «Містер Максимум» , Бо за всю кар'єру зробив 190 максимальних брейків, правда, тільки в неофіційних матчах (офіційний максимум — один, на Чемпіонаті Великої Британії 1987). При цьому на те, щоб увійти в «Клуб 100» (власників понад 100 сенчурі брейків), йому знадобилося цілих 19 сезонів. Торн багато років керував снукерним клубом у Лестері, де почав своє становлення Марк Селбі.
Віллі Торн також виграв турнір (World Seniors Masters) у 2000 році, перемігши у фіналі Кліффа Торбурна.
У теперішній час в клубі Віллі Торна проводиться турнір World Snooker Pro Challenge .

### Приватне життя
Віллі Торн мешкає в Бройтон Естлі, графство Лестершир, Англія. Одружений з колишньою бібліотекаркою (Stocksbridge Library) та «Міс Велика Британія» Джил Сексбі. У Торна троє дітей від попереднього шлюбу і двоє у другому.

## Перемоги на турнірах

### Рейтингові турніри
- Mercantile Credit Classic — 1985

### Інші турніри
- Pontins Professional — 1984
- Hong Kong Masters — 1986
- Matchroom Professional Championship — 1986
- Kent Cup — 1987
- New Zealand Masters — 1989